# 本源寺 (登米市)
本源寺（ほんげんじ）は、宮城県登米市に所在する日蓮正宗の寺院。山号は法龍山（ほうりゅうざん）。日蓮宗の寺院としては宮城県で最も古い。

## 起源と歴史
1280年代に日蓮正宗大石寺派が開いた「奥の四ヶ寺」の一つ。開山者の日目はまず日興に、次に日蓮に師事した後、出身地の伊豆で一族を教化した。さらに一族の所領であった登米郡に地蔵堂を建てて布教を進め、これが本源寺のもととなった。弘安当時の登米郡は、どの仏教宗派も地頭に影響を及ぼしておらず、いわば無風状態にあった。こうした中、日目はこの地で豪族の帰依を得、その外護のもとにいくつも寺を建てた。本源寺はその一つである。
当初は上新田にあり、上新田坊と呼ばれていた。その後、水害などを理由に何度か移転している。遅くとも1600年代には、下新田に移動したと考えられている。
- 1283年（弘安6年） - 日蓮正宗第3祖日目によって建立される。
- 1876年（明治9年） - 本山大石寺とともに富士門流の統一教団日蓮宗興門派（本門宗）の設立に参加。
- 1900年（明治33年） - 本山大石寺とともに本門宗を離脱、日蓮宗富士派（日蓮正宗）の設立に参加。
- 1967年（昭和42年）12月10日 - 改築される。
- 1982年（昭和57年）4月5日 - 当時の住職が第67世法主日顕の法主としての地位を否定したため、日蓮正宗の宗制宗規に違背したことにより破門されたが、本源寺を占有・居住を継続する。 
  - 本源寺は日蓮正宗の末寺である。現住職（代表役員）も日蓮正宗の僧侶（登米市内の上行寺住職が兼務）である。また、総代（責任役員）も日蓮正宗の信徒（上行寺）であり、土地建物も本源寺の所有するところである。ただし裁判所の昭和57年当時の住職の地位保全の決定によって、存命中は本源寺を占有することは認められているため、何らかの理由で退去しない限りは日蓮正宗は本源寺においては宗教活動をすることはできない状態であった。
- 2016年（平成28年）11月27日 - 日蓮正宗宗門側に返還後の檀信徒組織として上行寺内に本源寺法華講が結成される。
- 2020年（令和2年）
  - 3月9日 - 破門された後も本源寺を占有し、居住していた元住職が死去。
  - 6月2日 - 日蓮正宗に返還。上行寺住職が兼務。
- 2021年（令和3年）
  - 7月21日 - 新住職が着任し、復帰奉告法要が奉修される。

## 所在地
- 宮城県登米市中田町宝江新井田字上待井88

## 寺院周辺
- 中田幼稚園

## 交通アクセス
- 東北本線石越駅から車で20分
- 気仙沼線柳津駅から車で15分